# Gmina Lilla Edet
Gmina Lilla Edet (szw. Lilla Edets kommun) – gmina w Szwecji, w regionie Västra Götaland, z siedzibą w Lilla Edet.
Pod względem zaludnienia Lilla Edet jest 174. gminą w Szwecji. Zamieszkuje ją 12 902 osób, z czego 48,89% to kobiety (6308) i 51,11% to mężczyźni (6594). W gminie zameldowanych jest 799 cudzoziemców. Na każdy kilometr kwadratowy przypada 40,58 mieszkańca. Pod względem wielkości gmina zajmuje 226. miejsce.